# Holland Roden

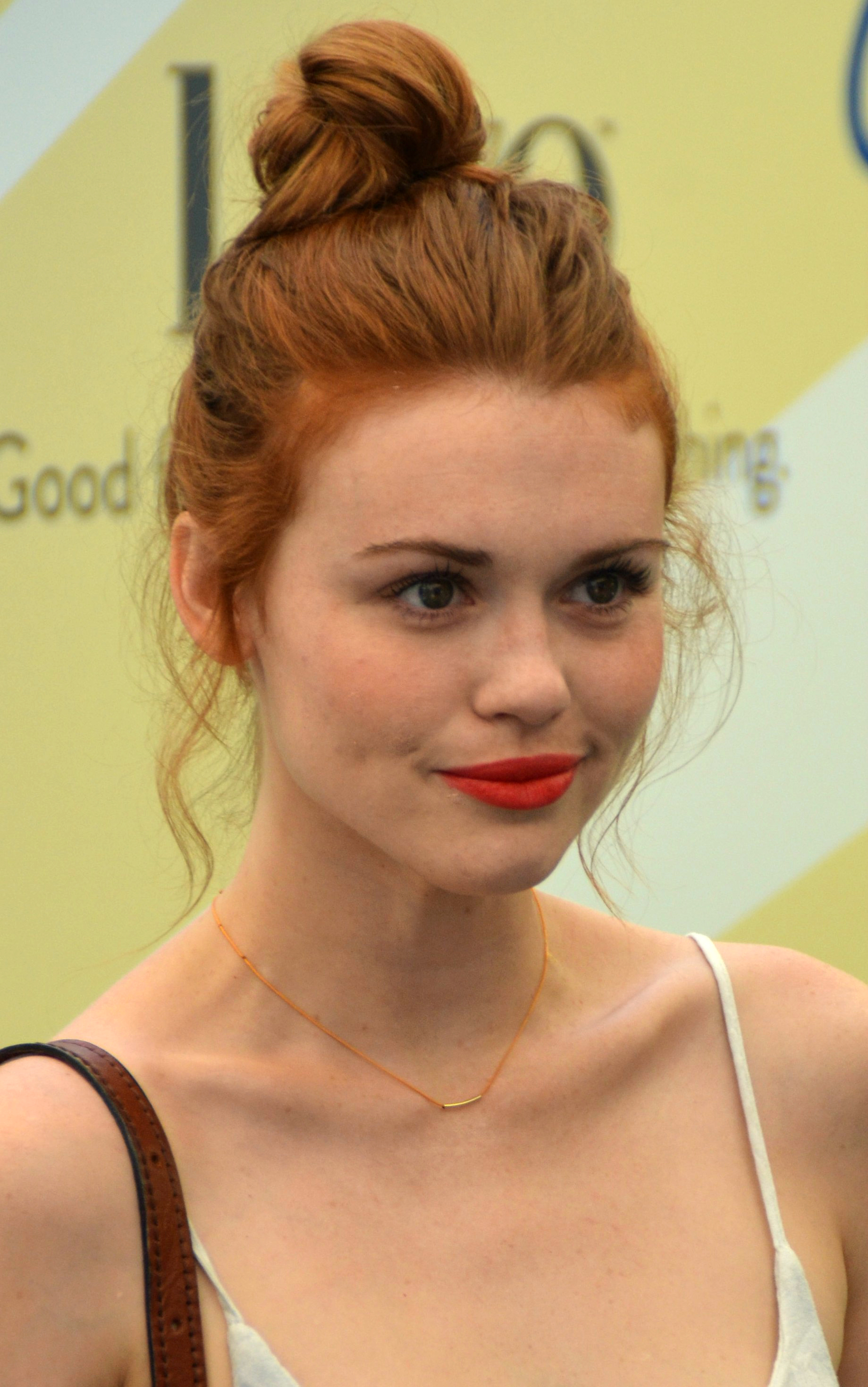
Holland Roden (2014)

Holland Marie Roden (ur. 7 października 1986) – amerykańska aktorka, która grała m.in. w serialach Teen Wolf: Nastoletni wilkołak i Channel Zero.

## Wczesne życie
Holland urodziła się w Dallas, gdzie uczęszczała do Hockaday School, czyli dziewczęcej szkoły prywatnej. Pochodzi z rodziny medyków i specjalizowała się w biologii molekularnej i studiach kobiecych w UCLA. Przez trzy i pół roku uczyła się przedmedycznej edukacji, aby zostać kardiochirurgiem, zanim zaczęła rozwijać swoją karierę aktorską.

## Kariera
Hollen wystąpiła w serialu 12 Miles of Bad Road jako Bronwyn. W 2008 roku zagrała młodą Emily Locke w serialu Zagubieni oraz Sky w filmie Dziewczyny z drużyny 5. W latach 2008–2010 pojawiła się gościnnie w wielu serialach w tym w: CSI: Kryminalne zagadki Las Vegas, Dowody zbrodni, Trawka, Community, Chirurdzy oraz Zabójcze umysły.
W 2011 roku dostała rolę w serialu Teen Wolf: Nastoletni wilkołak gdzie grała Lydię Martin – dziewczynę, która odkrywa, że posiada nadprzyrodzone moce banshee. W 2016 roku ogłoszono, że Teen Wolf zakończy się po zakończeniu sezonu szóstego.
W 2017 roku ogłoszono, że zagra w serialach Channel Zero, jako Zoe Woods, oraz Lore.

## Filmografia

### Film
| Rok  | Tytuł                               | Rola               |
| ---- | ----------------------------------- | ------------------ |
| 2004 | Consideration                       | Angela             |
| 2004 | Back at the Ranch                   | Dawn Leatherwood   |
| 2009 | Dziewczyny z drużyny 5              | Sky                |
| 2011 | Charlie Brown: Blockhead’s Revenge  | Peppermint Patty   |
| 2011 | Morning Love                        | Dziewczyna         |
| 2012 | Just Yell Fire: Campus Life         | ona sama           |
| 2013 | House of Dust                       | Gabby              |
| 2015 | Cry of Fear                         | Lydia              |
| 2016 | Fluffy                              | Leah Feeney        |
| 2020 | Dodaj do ulubionych                 | Erin               |
| 2021 | Escape Room: Najlepsi z najlepszych | Rachel Ellis       |
| 2021 | Ted Bundy: American Boogeyman       | Kathleen McChesney |

### Seriale
| Rok       | Tytuł                             | Rola              |
| --------- | --------------------------------- | ----------------- |
| 2007      | CSI: Kryminalne zagadki Las Vegas | Kira Dellinger    |
| 2008      | 12 Miles of Bad Road              | Bronwyn           |
| 2008      | Zagubieni                         | młoda Emily Locke |
| 2008      | Dowody zbrodni                    | Missy Gallavan    |
| 2009      | Pushed                            | Sascha            |
| 2009      | Trawka                            | Yogurt Peddler    |
| 2009      | Community                         | Dziewczyna        |
| 2010      | Zabójcze umysły                   | Rebecca Daniels   |
| 2010      | The Event: Zdarzenie              | młoda Violet      |
| 2011      | Gliniarz z Memphis                | Jill Simon        |
| 2011–2017 | Teen Wolf: Nastoletni wilkołak    | Lydia Martin      |
| 2012      | Chirurdzy                         | Gretchen Shaw     |
| 2017      | Lore                              | Bridget Cleary    |
| 2018      | Channel Zero                      | Zoe Woods         |
| 2018      | MacGyver                          | Eileen Brennan    |
| 2021      | Mayans M.C.                       | Erin              |

## Nagrody oraz nominacje
| Rok  | Nagroda                | Kategoria                                                                        | Nominowana praca               | Wyniki     |
| ---- | ---------------------- | -------------------------------------------------------------------------------- | ------------------------------ | ---------- |
| 2013 | Young Hollywood Awards | Best Ensemble (wraz z Tyler Posey, Crystal Reed, Dylan O’Brien i Tyler Hoechlin) | Teen Wolf: Nastoletni wilkołak | Laureatka  |
| 2017 | Teen Choice Awards     | Choice TVShip (wraz z Dylanem O’Brienem)                                         | Teen Wolf: Nastoletni wilkołak | Nominowana |
| 2017 | Teen Choice Awards     | Choice Summer TV Actress                                                         | Teen Wolf: Nastoletni wilkołak | Laureatka  |